# Festival Internacional de Cine de Cannes de 1986
El 39º Festival Internacional de Cine de Cannes se celebró entre el 8 al 19 de mayo de 1986. La Palma de Oro fue otorgada a La Misión de Roland Joffé.
El festival se abrió con Piratas, dirigida por Roman Polanski y lo cerró con El amor brujo, dirigida por Carlos Saura.

## Jurado

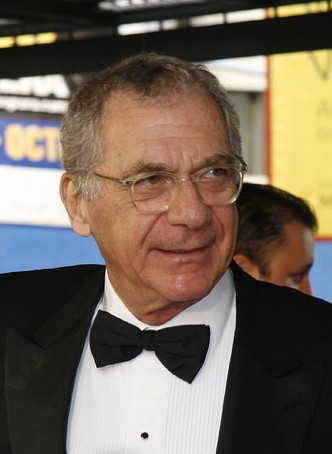
Sydney Pollack, presidente del jurado de la competición principal

### Competición principal
Las siguientes personas fueron nominadas para formar parte del jurado de la competición principal en la edición de 1991:
- Sydney Pollack Presidente
- Alexandre Mnouchkine
- Alexandre Trauner
- Charles Aznavour
- Danièle Thompson
- István Szabó
- Lino Brocka
- Philip French
- Sonia Braga
- Tonino Delli Colli

### Cámara d'Or
Las siguientes personas fueron nominadas para formar parte del jurado de la Caméra d'or de 1986: 
- Anne Fichelle
- Christophe Ghristi (cinéfilo)
- Eva Zaoralova (periodista)
- Ivan Starcevic (periodista)
- Lawrence Kardish (cinéfilo)
- Pierre Murat (crítico)
- Serge Leroy (director)

## Selección oficial

### En competición – películas
Las siguientes películas compitieron por la Palma d'Or:
- After Hours de Martin Scorsese
- Boris Godunov de Serguéi Bondarchuk
- Down de Law de Jim Jarmusch
- The Fringe Dwellers de Bruce Beresford
- Fool for Love de Robert Altman
- Genesis de Mrinal Sen
- I Love You de Marco Ferreri
- La dernière image de Mohammed Lakhdar-Hamina
- Eu Sei que Vou te Amar de Arnaldo Jabor
- Max, Mon Amour de Nagisa Oshima
- Tenue de soirée de Bertrand Blier
- La Misión de Roland Joffé
- Mona Lisa de Neil Jordan
- Otelo de Franco Zeffirelli
- Pobre mariposa de Raúl de la Torre
- Die Geduld der Rosa Luxemburg de Margarethe von Trotta
- El tren del infierno de Andrei Konchalovsky
- Sacrificio de Andrei Tarkovsky
- Le lieu du crime de André Téchiné
- Thérèse de Alain Cavalier

### Un Certain Regard
Las siguientes películas fueron elegidas para competir en Un Certain Regard:
- A Girl's Own Story de Jane Campion
- Backlash de Bill Bennett
- Belizaire the Cajun de Glen Pitre
- Burke & Wills de Graeme Clifford
- Coming Up Roses de Stephen Bayly
- Das zweite Schraube-Fragment de Walter Andreas Christen
- Desert Bloom de Eugene Corr
- Laputa de Helma Sanders-Brahms
- Rih essed de Nouri Bouzid
- Passionless Moments de Jane Campion, Gerard Lee
- Ningen no yakusoku de Yoshishige Yoshida
- Krysař de Jiří Barta
- Salomé de Claude d'Anna
- Shtei Etzbaot Mi'Tzidon de Eli Cohen
- Tai Yang de Benzheng Yu
- Two Friends de Jane Campion
- Tuntematon sotilas de Rauni Mollberg
- Welcome in Vienna de Axel Corti
- Za kude putuvate de Rangel Vultxanov

### Películas fuera de competición
Las siguientes películas fueron elegidas para ser proyectadas fuera de competición:
- A vida o muerte de Michael Powell y Emeric Pressburger
- Absolute Beginners de Julien Temple
- El amor brujo de Carlos Saura
- The Chipmunk Adventure de Janice Karman
- El color púrpura de Steven Spielberg
- Don Quixote de Orson Welles
- Hannah y sus hermanas de Woody Allen
- Un homme et une femme : Vingt ans déjà de Claude Lelouch
- Piratas de Roman Polanski
- Precious Images de Chuck Workman
- T'as de beaux escaliers tu sais de Agnès Varda

### Cortometrajes en competición
Los siguientes cortometrajes competían para la Palma de Oro al mejor cortometraje:
- 15-Août de Nicole Garcia (Francia)
- Heiduque de Y. Katsap, L. Gorokhov (URSS)
- A Gentle Spirit (Lagodna) de Piotr Dumala
- Le Vent de Csaba Varga
- Les Petites Magiciennes de Vincent Mercier, Yves Robert (Francia)
- Les Petits Coins de Pascal Aubier
- Miroir d'ailleurs de Willy Kempeneers
- Nouilles Sèches de Dan Collins
- Peau de Jane Campion (Australia)
- Question d'optiques de Claude Luyet
- Quinoscopio de Juan Padron
- Street of Crocodiles de Brothers Quay
- Turbo Concerto de Martin Barry

## Secciones paralelas

### Semana Internacional de los Críticos
Las siguientes películas fueron elegidas para ser proyectadas en la Semana de la Crítica (25º Semaine de la Critique):
Películas en competición
- 40 Quadratmeter Deutschland de Tevfik Baser (RFA)
- Devil in the Flesh de Scott Murray (Australia)[12]
- La Dona del traghetto de Amedeo Fago (Italia)
- Esther de Amos Gitaï (Israel)
- Faubourg Saint-Martin de Jean-Claude Guiguet (Francia)
- San Antoñito de Pepe Sánchez (Colombia)
- Sleepwalk de Sara Driver (EUA)

### Quincena de realizadores
Las siguientes películas fueron elegidas para ser proyectadas en la Quincena de Realizadores de 1986 (Quinzaine des Réalizateurs):
- Cactus de Paul Cox
- Comic Magazine (Komikku Zasshi Nanka Iranai) de Yōjirō Takita
- Dancing in the Dark de Leon Marr
- El declive del imperio americano de Denys Arcand
- Defence of the Realm de David Drury
- Diavolo In Corpo de Marco Bellocchio
- Giovanni Senzapensieri de Marco Colli
- Golden Eighties de Chantal Akerman
- Ópera do Malandro de Ruy Guerra
- Osobisty pamiętnik grzesznika przez niego samego spisany de Wojciech J. Has
- Qing Chun Jin de Nuanxin Zhang
- Schmutz de Paulus Manker
- She's Gotta Have It de Spike Lee
- Sid and Nancy de Alex Cox
- Sorekara de Yoshimitsu Morita
- Tarot de Rudolf Thome
- Visszaszamlalas de Pal Erdoss
- Working Girls de Lizzie Borden

## Premios

### Premios oficiales
Els galardonados en las secciones oficiales de 1986 fueron:
- Palma de Oro:  The Mission de Roland Joffé
- Gran Premio del Jurado:  Sacrificio de Andrei Tarkovsky
- Mejor director: Martin Scorsese por After Hours
- Mejor actriz: Fernanda Torres  por Eu Sei que Vou te Amar y Barbara Sukowa por Die Geduld der Rosa Luxemburg
- Mejor actor: Bob Hoskins por Mona Lisa y Michel Blanc por Tenue de soirée
- Mejor contribución artística: Sven Nykvist por Sacrificio
- Premio del Jurado:  Thérèse de Alain Cavalier

Caméra d'or
- Caméra d'or:  Noir et Blanc de Claire Devers

Un Certain Regard
- Prix Un Certain Regard: Rih essed de Nouri Bouzid
- Palma de Oro al mejor cortometraje:  Peel de Jane Campion
- Segundo Premio: Les Petites Magiciennes de Vincent Mercier, Yves Robert
- Tercer Premio: Heiduque de Y. Katsap, L. Gorokhov

### Premios independentes
Premios FIPRESCI
- El declive del imperio americano de Denys Arcand (Quincena de los directores)
- Sacrificio de Andrei Tarkovsky (En competición)

Commission Supérieure Technique
- Gran Premio Técnico: La misión de Roland Joffé

Jurado Ecuménico
- Premio del Jurado Ecuménico: Sacrificio de Andrei Tarkovsky
- Jurado Ecuménico - Mención especial:  Thérèse de Alain Cavalier

Premio de la Juventud
- Película extranjera: She's Gotta Have It de Spike Lee
- Película francesa:  High Speed de Monique Dartonne y Michel Kaptur